# タフリナ目
タフリナ目 Taphrinales は、子嚢菌門タフリナ菌亜門に所属する分類群であり、この目単独でタフリナ綱 Taphlinomycetes を構成する。ここに含まれるものはいずれも被子植物の寄生菌である。

## 構成
この目に含まれるのはタフリナ科とプロトミケス科の２つである。120種ほどを含み、それらはいずれも被子植物に寄生する。これらは葉または茎に寄生し、その部分に癭瘤（ゴール）や肥厚や天狗巣病などの変形を生じる。タフリナ科には重要な栽培植物に被害を与えるものが多くあり、研究が進んでいる。対してプロトミケス科のものには重要な栽培種を攻撃するものがおらず、また宿主の範囲が限定されている。
いずれも菌糸体を形成するが子実体は作らず、子嚢は宿主表面などに作られる。また胞子が出芽によって増殖する酵母的なステージがある。

## 特徴
タフリナは宿主植物の組織内やクチクラの下に菌糸をのばし、時に一部が表皮細胞に進入する。菌糸には隔壁がある。菌糸は宿主組織に入り込むが、子嚢はその表面でクチクラの下に層をなして形成され、後にクチクラが破れて露出する。
宿主内の菌糸体は2核性であり、先端の硬膜細胞内で核融合が生じ、それによって出来た複相核は1回の体細胞分裂の後、減数分裂を行い、それぞれが子嚢胞子になる。
子嚢内部で子嚢胞子は出芽によって増殖し、子嚢から出た後も出芽を繰り返し、腐生生活する酵母となる。この後、体細胞分裂や細胞間の融合によって、2核状態が形成され、それから宿主組織への侵入が起きるとされる。
プロトミケスの場合、単相単核の子嚢胞子は出芽して増殖する腐生の酵母の段階となり、菌糸体は宿主の上でだけ見られる。複相核を含む細胞は宿主内の細胞間に菌糸をのばし、そこで多核体菌糸を形成する。隔壁は所々に形成されるが、その区画内は多核である。この区画が二重膜となり、その内膜が外膜を破って円筒形の細胞となる。これが子嚢となり、その内部の多数の複相核がそれぞれに減数分裂を行って子嚢胞子となる。

## 経緯
20世紀終盤までの子嚢菌の分類体系では子嚢菌類は子実体の構造で分類され、子実体を形成しないものは半子嚢菌類としてまとめられた。タフリナ目のものは当然ここに含まれ、同時に子嚢菌系の酵母類もここに含めた。たとえばウェブスター／椿他(1985)では半子嚢菌綱の下にエンドミケス目、タフリナ目、プロトミケス目を認め、後者二目はそれぞれにタフリナ科、プロトミケス科からなる単型の目であった。
しかし杉山らの研究によってこれらは分裂酵母 Schizosaccharomyces 等と共にそれ以外の子嚢菌すべてに対して姉妹群をなし、その分岐が子嚢菌の分枝のもっとも基部に近いところにあることが示された。これによって彼は古生子嚢菌という群を提唱し、そこでこの2科を一つの目にまとめた。Hibbett et al.(2007)ではこの名を認めず、しかし内容はほぼ同じでタフリナ菌亜門を立てた。現在ではこの2科がごく近縁であることは分子系統の検討でも明らかに示されている。

## 下位分類
以下の2科がある。
- Taphrinaceae タフリナ科
  - Taphrina　タフリナ属

約100種を含む。作物の病原菌を含む。もっとも有名なものは T. deformans であり、この種は日本ではモモの葉縮病の原因として知られるが、他にアーモンドにも同様の症状を起こさせ、時に樹全体を落葉させる。日本では桜の天狗巣病を起こす T. wisenseri もよく知られている。
- Protomycetaceae プロトミケス科
  - Protomyces プロトミケス
  - Burenia
  - Protomycopsis
  - Taphridium
  - Volkartia

これら4属に約20種が含まれる。プロトミケスではオニタビラコに寄生して浮腫を形成させる P. inouei が普通に見られ、他に数種知られている。
なお、かつてここにミクシア Mixia を所属させていたが、これは担子菌であることが判明し、現在ではミクシア綱に移された。